# Trollhätteglass

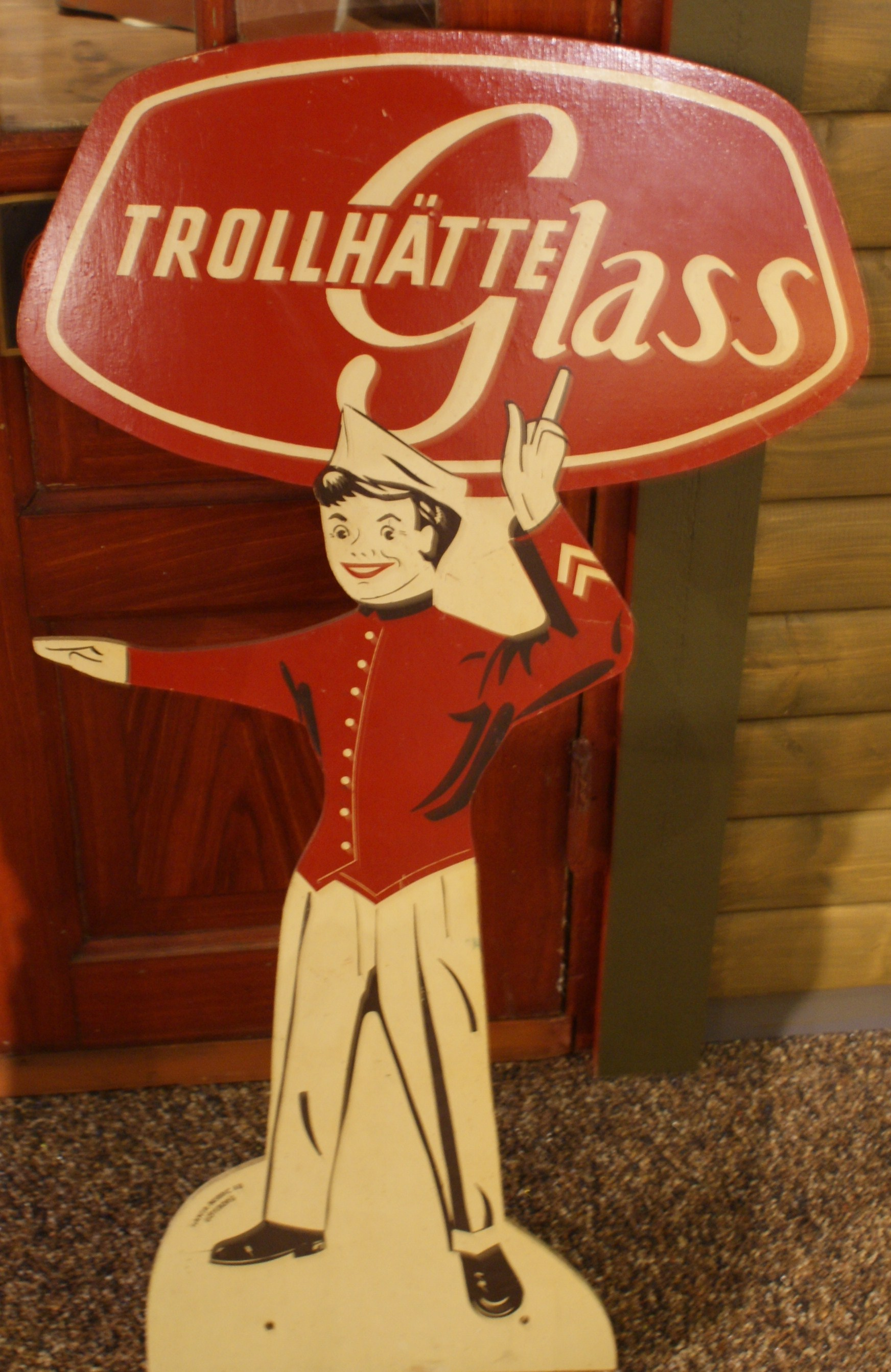
Reklam för Trollhätteglass.

Trollhätteglass var en svensk glasstillverkare grundad 1933 i Trollhättan. Efter fusion med GB Glace försvann Trollhätteglass som varumärke 1972. 
88:an, introducerad 1964 av Trollhätteglass, är den enda kvarlevan i GB:s sortiment.

## Bakgrund
Företaget startade i liten skala av Oskar Olsson, känd som "Glass-Oskar". Han tillverkade till en början glass för hand i bryggstugor och källare. 1938 startade han en fabrik med sju anställda i ett hyreshus. 1939 kunde en ny fabrik öppnas sedan den gamla blivit tvungen att stänga då verksamheten störde grannarna i hyreshuset. 1962 hade verksamheten vuxit till 40 anställda och en omsättning av 14 miljoner kronor. 150 bilar körde ut Trollhätteglass över hela landet. 1959 hade fabriken en kapacitet att tillverka 12 000 glasspinnar i timmen.
År 1962 köptes Trollhätteglass av Unilever. Unilever ägde sedan tidigare även Gille-Glace i Nacka. Vid årsskiftet 1963/1964 slogs de båda företagen ihop under namnet Trollhätteglass, men huvudkontoret förlades namnet till trots till Nacka. År 1968 lades även tillverkningen i Trollhättan ner och koncentrerades till Gille Glass tidigare fabrik i Nacka.
Vid årsskiftet 1972–1973 fusionerades Trollhätteglass med GB Glace. Trollhätteglass försvann som varumärke 1972. 1964 lanserades glassen 88:an. Den finns kvar än idag i GB:s sortiment och är den enda kvarlevan från Trollhätteglass sortiment.
Flaggor med företagets logotyp syns ofta i barnprogrammet Tårtan från 1972. Den logotyp som introducerades 1962 delade formgivning med andra Unilever-ägda glasstillverkares logotyper, bland annat Langnese. Den logotypen var i bruk fram till 1998. År 2017 ägde inte Unilever rättigheterna till varumärket Trollhätteglass. Logotyper och namnet ägdes av någon annan då varumärkskyddet hade fallit ut.